# Соболинское сельское поселение (Тверская область)
Соболинское сельское поселение — упразднённое муниципальное образование в составе Сандовского района Тверской области, существовавшее в 2006 — 2020 годах.
Административный центр — деревня Соболины.

## География
- Находится в северо-восточной части Сандовского района.
  - Граничит:
    - на севере — с Вологодской областью, Устюженский район
    - на северо-востоке — с Весьегонским районом, Любегощинское СП
    - на юго-востоке — с Топоровским СП
    - на юго-западе — с Большемалинским СП и городским поселением посёлок Сандово
    - на западе — с Лукинским СП

Главная река — Радуга.

## История
В XVI—XVII вв. территория поселения входила в Бежецкий Верх.
С XVIII века территория поселения входила:
- в 1708—1727 гг. в Санкт-Петербургскую (Ингерманляндскую 1708—1710 гг.) губернию, Углицкую провинцию,
- в 1727—1775 гг. в Московскую губернию, Углицкую провинцию,
  - в 1766 г. Бежецкий Верх переименован в Бежецкий уезд,
- в 1775—1778 гг. в Тверское наместничество, Бежецкий уезд,
- в 1778—1796 гг. в Тверское наместничество, Весьегонский уезд,
- в 1796—1929 гг. в Тверскую губернию, Весьегонский уезд,
- в 1929—1935 гг. в Московскую область, Сандовский район,
- в 1935—1963 гг. в Калининскую область, Сандовский район,
- в 1963—1965 гг. в Калининскую область, Весьегонский район,
- в 1965—1990 гг. в Калининскую область, Сандовский район,
- с 1990 в Тверскую область, Сандовский район.

В XIX — начале XX века деревни поселения относились к Любегощской, Залужской, Щербовской и Лукиннской волостям Весьегонского уезда.
Соболинское сельское поселение образовано в 2005 году, включило в себя территории Соболинского и Туханского сельских округов.
В мае 2020 года Законом Тверской области от 23.04.2020 № 21-ЗО Соболинское сельское поселение было упразднено, населённые пункты вошли в состав Сандовского муниципального округа.

## Население
| 2010 | 2011 | 2012 | 2013 | 2014 | 2015 | 2016 |
| ---- | ---- | ---- | ---- | ---- | ---- | ---- |
| 792  | ↘780 | ↘744 | ↘708 | ↘662 | ↘652 | ↘625 |
| 2017 | 2018 | 2019 | 2020 |      |      |      |
| ↘605 | ↘592 | ↘567 | ↘551 |      |      |      |

По переписи 2002 года — 1156 человек (826 в Соболинском и 330 в Туханском сельском округе), на 01.01.2008 — 961 человек.

## Населенные пункты
В состав Соболинского сельского поселения было включено 43 населённых пункта:
| №  | Тип нп | Название         | Население (2008 год) |
| -- | ------ | ---------------- | -------------------- |
| 1  | дер.   | Соболины         | 238                  |
| 2  | дер.   | Большое Никитино | 39                   |
| 3  | дер.   | Брехово          | 9                    |
| 4  | дер.   | Березницы        | 103                  |
| 5  | дер.   | Горка            | 3                    |
| 6  | дер.   | Григорово        | 17                   |
| 7  | дер.   | Грядки           | 3                    |
| 8  | дер.   | Дремучево        | 11                   |
| 9  | дер.   | Дурниково        | 2                    |
| 10 | дер.   | Ильино           | 0                    |
| 11 | дер.   | Квашонки         | 17                   |
| 12 | дер.   | Коурово          | 14                   |
| 13 | дер.   | Кстинкино        | 0                    |
| 14 | дер.   | Маслово          | 9                    |
| 15 | дер.   | Матвейцево       | 0                    |
| 16 | дер.   | Молоково         | 0                    |
| 17 | дер.   | Пономарево       | 31                   |
| 18 | дер.   | Пропасти         | 7                    |
| 19 | дер.   | Ракитино         | 3                    |
| 20 | дер.   | Саваны           | 39                   |
| 21 | дер.   | Столбово         | 3                    |
| 22 | дер.   | Стулово          | 6                    |
| 23 | дер.   | Харовичи         | 33                   |
| 24 | дер.   | Шуниха           | 4                    |
| 25 | дер.   | Щербово          | 131                  |
| 26 | село   | Тухани           | 178                  |
| 27 | дер.   | Безлы            | 0                    |
| 28 | дер.   | Гойморово        | 0                    |
| 29 | дер.   | Дектярка         | 8                    |
| 30 | дер.   | Ескино           | 0                    |
| 31 | дер.   | Заднее           | 6                    |
| 32 | дер.   | Ильино           | 0                    |
| 33 | дер.   | Котиха           | 0                    |
| 34 | дер.   | Молвино          | 6                    |
| 35 | дер.   | Малечкино        | 1                    |
| 36 | дер.   | Малое Никитино   | 6                    |
| 37 | дер.   | Надеево          | 8                    |
| 38 | дер.   | Ольховец         | 2                    |
| 39 | дер.   | Подберезье       | 0                    |
| 40 | дер.   | Сыропятово       | 6                    |
| 41 | дер.   | Станки           | 8                    |
| 42 | дер.   | Сосновец         | 3                    |
| 43 | дер.   | Якушино          | 7                    |

### Бывшие населенные пункты
- Тверистянка
- Демидово
- Курово

## Известные люди
В деревне Березницы родился Герой Советского Союза Степан Демидович Звонарёв.